# Луи I де Шалон-Арле
Луи I де Шалон-Арле (фр. Louis I de Chalon-Arlay, ум. 22 октября 1366), прозванный Заморским — сеньор д'Аргёль, де Кюизо, де Витто, де л'Иль-су-Монреаль и де Буссе.
Сын Жана II де Шалон-Арле, сеньора д'Арле и де Витто, и Маргариты де Мелло.
В 1360 вместе с братом Гуго поддерживал Генриха I де Монфокона, графа Монбельяра, в борьбе против больших компаний. Особенно отличился при обороне Витто и л'Иль-су-Монреаля.
Также вместе с братом участвовал в крестовом походе своего родственника Амадея VI Савойского, в помощь другому родственнику — императору Иоанну V против турок и болгар. Умер во время осады Месемврии в Болгарии. 

## Семья
Жена: Маргарита Вьеннская (ум. после 1399), дочь Филиппа III де Вьенна, сеньора де Пимон, и Югетты де Сен-Круа 
Дети:
- Жан III де Шалон-Арле, принц Оранский
- Генрих де Шалон-Арле (ум. 1396), сеньор д'Аргёль, де Кюизо, де Лорн, де л'Иль-су-Монреаль. Погиб в битве при Никополе.

1. 1 2  http://academie.salesienne.free.fr/files/article/70/CRegat_armoiries_Geneve_RVAS28.pdf